# Xã Loretta, Quận Grand Forks, Bắc Dakota
Xã Loretta (tiếng Anh: Loretta Township) là một xã thuộc quận Grand Forks, tiểu bang Bắc Dakota, Hoa Kỳ. Năm 2010, dân số của xã này là 50 người.